# Бакай Леонід Іванович
Леонід Іванович Бакай (нар. 8 квітня 1946) — радянський футболіст, що грав на позиції нападника. По завершенні ігрової кар'єри — український футбольний тренер, найбільш відомий по роботі з командою вищої ліги «Волинь», у якій він тривалий час працював як тренер, нетривалий час також виконував обов'язки головного тренера команди.

## Клубна кар'єра
Леонід Бакай розпочав свою футбольну кар'єру виступами у команді класу «Б» «Шахтар» із Красного Луча у 1966 році. У 1968 році грав за команду «Ситал» із Костянтинівки, а також за чернігівську «Десну». У 1970—1971 роках виступав за команду «Локомотив» із Донецька у другій лізі. У 1972 році грав за севастопольську команду другої ліги «Атлантика». У 1973 році Леонід Бакай став гравцем друголігової команди СК «Луцьк», але по закінченні сезону покинув луцький клуб, після чого завершив виступи на футбольних полях.

## Кар'єра тренера
Леонід Бакай після завершення виступів на футбольних полях розпочав кар'єру футбольного тренера. На початку 90-х років ХХ століття він працював у тренерському штабі луцької «Волині». У 1994 році після відставки Романа Покори Леонід Бакай у вересні 1994 року виконував обов'язки головного тренера «Волині». У 1998 році Леонід Бакай був головним тренером команди української другої ліги ЛУКОР із Калуша. На початку ХХІ століття Леонід Бакай повернувся до роботи із луцькою «Волинню», входив до тренерського штабу Віталія Кварцяного, якому вдалось повернути луцьку команду до української вищої ліги.